# Šárka Marčíková
Šárka Marčíková (født 12. marts 1992) er en tjekkisk håndboldspiller, som spiller for Frisch Auf Göppingen og Tjekkiets kvindehåndboldlandshold.
Hun deltog ved EM 2018 i Frankrig og EM 2020 i Danmark.